# Linia kolejowa Orsza – Mohylew
Linia kolejowa Orsza – Mohylew – linia kolejowa na Białorusi łącząca stację Orsza Centralna ze stacją Mohylew I. Jest to fragment linii Witebsk – Orsza – Mohylew – Żłobin.
Linia położona jest w obwodach witebskim i mohylewskim.
Linia jest niezelektryfikowana, z wyjątkiem odcinka Orsza Centralna – Orsza Zachodnia. Odcinek Orsza Centralna – Łatwa jest jednotorowy, a Łatwa – Mohylew dwutorowy.